# Ian Holm
Sir Ian Holm Cuthbert CBE (n. 12 septembrie 1931, Greater London, Anglia, Regatul Unit – d. 19 iunie 2020, Londra, Regatul Unit), cunoscut sub numele Ian Holm, a fost un actor englez.
Holm a câștigat în 1967 un premiu Tony la categoria Cel mai bun actor⁠(d) pentru interpretarea sa din piesa The Homecoming⁠(d) și un premiu Laurence Olivier pentru Cel mai bun actor⁠(d) în 1998 pentru interpretarea Regelui Lear. A fost nominalizat de șapte ori la premiile BAFTA - unde a câștigat de două ori premiul pentru Cel mai bun actor în rol secundar cu The Bofors Gun și Carele de foc. Pentru rolul său din Carele de foc a fost nominalizat la premiile Oscar.
Alte roluri bine-cunoscute includ Ash în Alien, Mr. Kurtzmann în Brazil, Francis Willis⁠(d) în The Madness of King George⁠(d), Vito Cornelius în Al Cincilea Element, Mitchell Stevens în The Sweet Hereafter⁠(d), vocea bucătarului Skinner în Ratatouille și Bilbo Baggins în filmele Stăpânul Inelelor și Hobbitul.

## Biografie
Ian Holm Cuthbert s-a născut pe 12 septembrie 1931 în Goodmayes, Essex, din părinți scoțieni, James Harvey Cuthbert și soția sa Jean Wilson (născută Holm). Tatăl său era medic psihiatru care administra Spitalul Psihiatric West Ham, acesta fiind unul dintre primii susținători ai terapiei electroconvulsive⁠(d), iar mama sa era asistentă. Acesta a avut un frate mai mare care a încetat din viață când Holm avea 12 ani. Ian a urmat cursurile școlii Chigwell în Essex. După ce familia s-a mutat în Worthing, acesta se alătură unei trupe de teatru amator⁠(d).
O întâlnire întâmplătoare cu Henry Baynton, un cunoscut actor provincial, a contribuit la pregătirea lui Holm care în 1950 își obține un loc în Academia regală de artă dramatică. Studiile însă îi sunt întrerupte un an mai târziu când este chemat pentru stagiul militar obligatoriu⁠(d) în armata britanică și trimis în Klagenfurt, Austria. O a doua suspendare a studiilor are loc un an mai târziu când se oferă voluntar pentru un turneu în Statele Unite. Holm își încheie studiile în 1953 și debutează în 1954 - în Stratford-upon-Avon - într-o punere în scenă a tragediei Othello. Doi ani mai târziu, debutează pe scena londoneză cu Love Affair.

## Cariera
Holm era deja un actor consacrat al Royal Shakespeare Company înainte să ajungă pe marele ecran. În 1965 l-a interpretat pe Richard al III-lea în ecranizarea Războaielor Trandafirilor realizată de BBC. În 1969, acesta apare în piesa de teatru Moonlight on the Highway și în alte roluri minore din filme precum Oh! What a Lovely War⁠(d)(1969), Nicolae și Alexandra (1971), Maria Stuart (1972) și Tânărul Winston (1972).
În 1967, Holm câștigă un premiu Tony la categoria Cel mai Bun Actor într-o Piesă de Teatru pentru rolul Lenny în piesa lui Harold Pinter, The Homecoming. În 1977, acesta apare în serialul Iisus din Nazareth - unde interpretează rolul saducheului Zerah - și în filmul Mergi sau mori. În următorul an apare în docudrama BCC The Lost Boys în rolul lui J.M.Barrie, iar în 1981 îl interpretează pe Frodo Baggins în adaptarea radiofonică a lucrării Stăpânul Inelelor de J.R.R.Tolkien.
Acesta va obține primul rol major în filmul științifico-fantastic Alien (1979), iar în 1981 obține un premiu pentru rolul din Carele de Foc la Festivalul de Film de la Cannes, un premiu BAFTA la categoria Cel mai bun actor în rol secundar și o nominalizare la Oscar la aceeași categorie. Pe parcursul anilor '80, Holm apare în diverse filme precum Time Bandits (1981), Greystoke: The Legend of Tarzan, Lord of the Apes⁠(d) (1984) și Brazil (1985). Tot în 1985 joacă rolul lui Lewis Carroll - autorul lucrării Alice în Țara Minunilor - în filmul Dreamchild⁠(d).
Pe finalul decadei, Holm obține o nominalizare la premiile BAFTA pentru serialul Game, Set and Match. Inspirat de nuvelele lui Len Deighton, serialul spune povestea unui ofițer de informații (Holm) care descoperă că propria sa soție este spion. De asemenea, apare în filmul Henry al V-lea⁠(d) regizat de Kennet Branagh și în Hamlet⁠(d)(1990) în rolul lui Polonius⁠(d). În 1994, Holm a apărut în Frankenstein unde l-a interpretat pe Victor Frankenstein.
În anul 1997, Holm obține două roluri importante: acela al preotului Vito Corneliul în Al Cincilea Element și cel al avocatului Mitchell Stephens în The Sweet Hereafter. În 2001, apare alături de Johnny Depp în filmul Din Iad⁠(d). În același an, îl interpretează pe Bilbo Baggins în Stăpânul Inelelor: Frăția Inelului, respectiv în Stăpânul Inelelor: Întoarcerea Regelui doi ani mai târziu. Pentru acesta din urmă a câștigat un premiu SAG⁠(d) alături de ceilalți membri din distribuția filmului. A interpretat rolul bătrânului Bilbo Baggins în ecranizarea lui Peter Jackson a lucrării Hobbitul în 2012 (Hobbitul: O călătorie neașteptată) și 2014 (Hobbitul: Bătălia celor cinci armate). În aceste filme, Martin Freeman joacă rolul tânărului Bilbo Baggins.
Holm a fost nominalizat la premiile Emmy de două ori (i.e. pentru Regele Lear în 1999 și pentru rolul din The Last of the Blonde Bombshells⁠(d) în 2001). A apărut în două filme regizate de David Cronenberg, Halucinația (1991) și EXistenZ (1999). Era actorul favorit al lui Harold Pinter. L-a interpretat pe Napoleon Bonaparte de trei ori: în serialul Napoleon and Love (1974), în Time Bandits (1981) și în The Emperor's New Clothes⁠(d).

## Viața personală
Holm a fost căsătorit de patru ori: cu Lynn Mary Shaw În 1955 (divorțați în 1965), cu Sophie Baker în 1982 (divorțați în 1985); cu actrița Penelope Wilton în 1991 (divorțați în 2002) și cu artista Sophie de Stempel în 2003. Acesta are două fiice din prima căsătorie, un fiu din a doua, respectiv un fiu și o fiică din relația sa cu fotografa Bee Gilbert.
Holm și Wilton au apărut împreună în serialul BBC The Borrowers⁠(d) (1993). Ultima sa soție, Sophie de Stempel, a fost muza lui Lucian Freud.
Holm a fost tratat pentru cancer de prostată în 2001 și a fost diagnosticat cu boala Parkinson.  A încetat din viață în Londra pe 19 iunie 2020 la vârsta de 88 de ani.

## Filmografie

### Film
| An   | Titlu                                             | Rol                         | Note               | Ref.   |
| ---- | ------------------------------------------------- | --------------------------- | ------------------ | ------ |
| 1968 | The Bofors Gun                                    | Flynn                       |                    | [ 52 ] |
| 1968 | The Fixer                                         | Grubeshov                   |                    | [ 52 ] |
| 1968 | A Midsummer Night's Dream                         | Puck                        |                    | [ 52 ] |
| 1969 | Oh! What a Lovely War                             | Raymond Poincaré            |                    | [ 52 ] |
| 1970 | A Severed Head                                    | Martin Lynch-Gibbon         |                    | [ 52 ] |
| 1971 | Nicholas and Alexandra                            | Vasily Yakovlev             |                    | [ 52 ] |
| 1971 | Mary, Queen of Scots                              | David Rizzio                |                    | [ 52 ] |
| 1972 | Young Winston                                     | George E. Buckle            |                    | [ 52 ] |
| 1973 | The Homecoming                                    | Lenny                       |                    | [ 52 ] |
| 1974 | Juggernaut                                        | Nicholas Porter             |                    | [ 52 ] |
| 1976 | Robin and Marian                                  | King John                   |                    | [ 52 ] |
| 1976 | Shout at the Devil                                | Mohammed                    |                    | [ 52 ] |
| 1977 | March or Die                                      | El Krim                     |                    | [ 52 ] |
| 1979 | Alien                                             | Ash                         |                    | [ 52 ] |
| 1979 | S.O.S. Titanic                                    | J. Bruce Ismay              |                    | [ 52 ] |
| 1981 | Chariots of Fire                                  | Sam Mussabini               |                    | [ 52 ] |
| 1981 | Time Bandits                                      | Napoleon                    |                    | [ 52 ] |
| 1982 | The Return of the Soldier                         | Doctor Anderson             |                    | [ 52 ] |
| 1982 | Inside the Third Reich                            | Joseph Goebbels             |                    | [ 52 ] |
| 1984 | Laughterhouse                                     | Ben Singleton               |                    | [ 52 ] |
| 1984 | Greystoke: The Legend of Tarzan, Lord of the Apes | Cpt. Philippe D'Arnot       |                    | [ 52 ] |
| 1984 | Terror in the Aisles                              | Ash                         |                    | [ 53 ] |
| 1985 | The Browning Version                              | Andrew Crocker-Harris       |                    | [ 52 ] |
| 1985 | Dreamchild                                        | Charles L. Dodgson          |                    | [ 52 ] |
| 1985 | Wetherby                                          | Stanley Pilborough          |                    | [ 52 ] |
| 1985 | Brazil                                            | Mr Kurtzmann                |                    | [ 52 ] |
| 1985 | Dance with a Stranger                             | Desmond Cussen              |                    | [ 52 ] |
| 1985 | Mr and Mrs Edgehill                               | Eustace Edgehill            |                    | [ 52 ] |
| 1988 | Another Woman                                     | Ken Post                    |                    | [ 52 ] |
| 1989 | Henry V                                           | Fluellen                    |                    | [ 52 ] |
| 1990 | Hamlet                                            | Polonius                    |                    | [ 54 ] |
| 1991 | Naked Lunch                                       | Tom Frost                   |                    | [ 52 ] |
| 1991 | Kafka                                             | Doctor Murnau               |                    | [ 52 ] |
| 1992 | Blue Ice                                          | Sir Hector                  |                    | [ 52 ] |
| 1993 | The Hour of the Pig                               | Albertus                    |                    | [ 52 ] |
| 1994 | Mary Shelley's Frankenstein                       | Baron Alphonse Frankenstein |                    | [ 52 ] |
| 1994 | The Madness of King George                        | Dr. Francis Willis          |                    | [ 52 ] |
| 1996 | Big Night                                         | Pascal                      |                    | [ 52 ] |
| 1996 | Loch Ness                                         | Water Bailiff               |                    | [ 52 ] |
| 1997 | Night Falls on Manhattan                          | Liam Casey                  |                    | [ 52 ] |
| 1997 | The Sweet Hereafter                               | Mitchell Stephens           |                    | [ 52 ] |
| 1997 | The Fifth Element                                 | Father Vito Cornelius       |                    | [ 52 ] |
| 1997 | A Life Less Ordinary                              | Naville                     |                    | [ 52 ] |
| 1997 | Incognito                                         | John                        | nemenționat, cameo | [ 55 ] |
| 1998 | Alice through the Looking Glass                   | White Knight                |                    | [ 52 ] |
| 1998 | King Lear                                         | Lear                        |                    | [ 52 ] |
| 1999 | Shergar                                           | Joseph Maguire              |                    | [ 52 ] |
| 1999 | eXistenZ                                          | Kiri Vinokur                |                    | [ 52 ] |
| 1999 | Simon Magus                                       | Sirius/Boris/The Devil      |                    | [ 52 ] |
| 1999 | Wisconsin Death Trip                              | Frank Cooper (voce)         |                    | [ 52 ] |
| 1999 | The Match                                         | Big Tam                     |                    | [ 52 ] |
| 2000 | Joe Gould's Secret                                | Joe Gould                   |                    | [ 52 ] |
| 2000 | The Miracle Maker                                 | Pontius Pilate (voce)       |                    | [ 52 ] |
| 2000 | The Last of the Blonde Bombshells                 | Patrick                     |                    | [ 52 ] |
| 2000 | Esther Kahn                                       | Nathan Quellen              |                    | [ 52 ] |
| 2000 | Beautiful Joe                                     | George The Geek             |                    | [ 52 ] |
| 2000 | Bless the Child                                   | Reverend Grissom            |                    | [ 52 ] |
| 2001 | From Hell                                         | Sir William Gull            |                    | [ 52 ] |
| 2001 | The Emperor's New Clothes                         | Napoleon / Eugene Lenormand |                    | [ 56 ] |
| 2001 | The Lord of the Rings: The Fellowship of the Ring | Bilbo Baggins               |                    | [ 52 ] |
| 2003 | The Lord of the Rings: The Return of the King     | Bilbo Baggins               |                    | [ 52 ] |
| 2004 | The Day After Tomorrow                            | Profesor Terry Rapson       |                    | [ 52 ] |
| 2004 | Garden State                                      | Gideon Largeman             |                    | [ 52 ] |
| 2004 | The Aviator                                       | Profesor Fitz               |                    | [ 52 ] |
| 2005 | Strangers with Candy                              | Dr. Putney                  |                    | [ 57 ] |
| 2005 | Chromophobia                                      | Edward Aylesbury            |                    | [ 52 ] |
| 2005 | Lord of War                                       | Simeon Weisz                |                    | [ 52 ] |
| 2006 | Renaissance                                       | Jonas Muller (voce)         |                    | [ 52 ] |
| 2006 | O Jerusalem                                       | Ben Gurion                  |                    | [ 52 ] |
| 2006 | The Treatment                                     | Dr. Ernesto Morales         |                    | [ 52 ] |
| 2007 | Ratatouille                                       | Chef Skinner (voce)         |                    | [ 52 ] |
| 2012 | The Hobbit: An Unexpected Journey                 | Older Bilbo Baggins         |                    | [ 52 ] |
| 2014 | The Hobbit: The Battle of the Five Armies         | Older Bilbo Baggins         |                    | [ 52 ] |

### Televiziune
| An        | Titlu                             | Rol                | Note                                    | Ref.          |
| --------- | --------------------------------- | ------------------ | --------------------------------------- | ------------- |
| 1972–74   | BBC Play of the Month             | Khrushchov/Oedipus | 2 episoade                              | [ 58 ] [ 59 ] |
| 1974      | Napoleon and Love                 | Napoleon I         | 9 episoade                              | [ 60 ]        |
| 1974–75   | The Lives of Benjamin Franklin    | Wedderburn         | 3 episoade                              | [ 61 ]        |
| 1975      | Private Affairs                   | David Garrick      | Episodul: Mr Garrick and Mrs Woffington | [ 62 ]        |
| 1977      | The Man in the Iron Mask          | Duval              | Film TV                                 | [ 52 ]        |
| 1977      | Iisus din Nazareth                | Zerah              |                                         | [ 52 ]        |
| 1977      | Jubilee                           | Bill Ramsey        | Episodul: Ramsey                        | [ 52 ]        |
| 1978      | Do You Remember?                  | Walter Street      | Episodul: Night School                  | [ 63 ]        |
| 1978      | The Lost Boys                     | J. M. Barrie       | 3 episoade                              | [ 52 ]        |
| 1978      | Holocaust                         | Heinrich Himmler   | 2 episoade                              | [ 52 ]        |
| 1978      | Les Misérables                    | Thénardier         | Film TV                                 | [ 52 ]        |
| 1978      | The Thief of Baghdad              | The Gatekeeper     | Film TV                                 | [ 64 ]        |
| 1979      | All Quiet on the Western Front    | Himmelstoss        | Film TV                                 | [ 52 ]        |
| 1979      | S.O.S. Titanic                    | Bruce Ismay        | Film TV                                 | [ 65 ]        |
| 1980      | We, the Accused                   | Paul Pressett      | Miniserial; 5 episoade                  | [ 52 ]        |
| 1980      | The Misanthrope                   | Alceste            | Film TV                                 | [ 52 ]        |
| 1981–2008 | Horizon                           | Narator            | Documentar TV                           | [ 66 ] [ 67 ] |
| 1982      | The Bell                          | Michael Meade      | TV                                      | [ 52 ]        |
| 1982      | Play for Today                    | Alexie             | Teatru TV (episodul: Soft Targets)      | [ 52 ]        |
| 1982      | Tales of the Unexpected           | Alan Corwin        | Teatru TV (episodul: Death Can Add)     | [ 52 ]        |
| 1986      | Murder by the Book                | Hercule Poirot     | Film TV                                 | [ 52 ]        |
| 1988      | Game, Set and Match               | Bernard Samson     | 13 episoade                             | [ 52 ]        |
| 1989      | The Endless Game                  | Control            | 2 episoade                              | [ 52 ]        |
| 1991      | Uncle Vanya                       | Astrov             | BBC TV                                  | [ 52 ]        |
| 1992      | The Borrowers                     | Pod Clock          | 6 episoade                              | [ 52 ]        |
| 1993      | The Return of the Borrowers       | Pod Clock          | 6 episoade                              | [ 52 ]        |
| 1999      | Animal Farm                       | Squealer (voice)   | Film TV                                 |               |
| 2003      | Monsters We Met                   | Narator            | Documentar TV                           | [ 68 ]        |
| 2004      | The Last Dragon                   | Narator            | Film TV                                 | [ 52 ]        |
| 2005      | The Adventures of Errol Flynn     | Narator            | Documentar TV                           | [ 52 ]        |
| 2009      | 1066: The Battle for Middle Earth | Narator            | 2 episoade                              | [ 52 ]        |

### Teatru
| An   | Titlu                | Rol     | Clădire                                        |
| ---- | -------------------- | ------- | ---------------------------------------------- |
| 1960 | Troilus and Cressida | Troilus | Royal Shakespeare Theatre, Stratford-upon-Avon |
| 1962 | Measure for Measure  | Claudio | Royal Shakespeare Theatre, Stratford-upon-Avon |
| 1963 | The Tempest          | Ariel   | Royal Shakespeare Theatre, Stratford-upon-Avon |
| 1967 | The Homecoming       | Lenny   | Music Box Theatre, Broadway                    |
| 1967 | Romeo and Juliet     | Romeo   | Royal Shakespeare Theatre, Stratford-upon-Avon |
| 1997 | King Lear            | Lear    | Cottesloe Theatre, Londra                      |